# Ingrid Sæther
Ingrid Sæther (født 16. april 1979) er en norsk håndboldspiller som spiller for Levanger.
Hun har spillet seks kampe og scoret 11 mål for det norske juniorhåndboldlandshold